# Гринуич Вилидж
Грѝнуич Вилидж (по-точно Грѝнич Вилидж; на английски: Greenwich Village, МФА:[ˌgrɛnɪtʃ ˈvɪlɪdʒ]), или просто „Вилидж“ (на английски: village – село, селище) е квартал в западната част на Южен Манхатън – Ню Йорк.
Районът има предимно жилищен характер, населяван най-вече от представители на горната средна класа. На територията му се намират основните сгради и факултети на Нюйоркския университет, както и още няколко авторитетни учебни заведения.
От края на ХІХ век до средата на ХХ век Гринуич Вилидж е известен като „бохемска столица“ на интелигенцията и артистичните прослойки на обществото.
Името на квартала е английска версия на холандското „Groenwijck“ („Green District“, „Зелен квартал“), превърнато в „Greenwich“ по името на едноименния район в Лондон.

## Описание
Гринич Вилидж е разположен в южната (долна) част на Манхатън. Границите му се простират както следва: на север до „14-а улица“, отвъд която се намира кварталът „Челси“; на изток до „Бродуей“ авеню отвъд което е „НоХо“; на юг, улица „Хюстън“ очертава границата с квартала „СоХо“, а на запад Гринич Вилидж достига до брега на река Хъдсън.
Територията западно от „6-о авеню“ в рамките на Гринич Вилидж е известна също и като „Уест Вилидж“.
Централно в източната част на квартала се намира паркът „Washington Square Park“ на площ от 48 декара (160 × 300 m), ограден от улиците: „Уейвърли“ на север, „4-та улица“ на юг, улица „Университетска“ на изток и улица „Макдугъл“ на запад. Около парка в източна и южна посока са разположени сградите на Нюйоркския университет. От този парк започва и началото на известното „5-о авеню“, отправящо се в североизточна посока към „Сентръл Парк“.
В по-голямата си част Гринич Вилидж е застроен със средновисоки апартаментни сгради и редови жилищни структури. Така силуетът на квартала е в силен контраст с двете концентрирани групи с небостъргачи, намиращи се в средния и най-южния Манхатън.
Значителна част от района на Гринич Вилидж е под егидата на комисията за опазване на историческото наследство. Поради тази причина новите застроявания и преустройства са силно контролирани и ограничени.

## Галерия
| Типични жилищни сгради | „Вашингтон Скуеър Парк“ с триумфалната арка, зад която започва „5-о авеню“ | Методистка църква „13-а улица“ и „7-о авеню“ | „Джеферсън Маркет Лайбръри“ публична библиотека „10-а улица“ и „6-о авеню“ |
| ---------------------- | -------------------------------------------------------------------------- | -------------------------------------------- | -------------------------------------------------------------------------- |
|                        |                                                                            |                                              |                                                                            |

## Забележителни жители
Списък с имената на публични личности, чийто живот по едно или друго време е свързан с Гринич Вилидж:
- Йосиф Бродски – руски писател, нобелов лауреат
- Барбара Пиърс Буш – дъщеря на бившия президент на САЩ Джордж У. Буш
- Алън Гинсбърг – американски поет, „икона“ на хипи-поколението
- Боб Дилън – американски рок музикант
- Робърт Де Ниро - старши – художник, баща на актьора Робърт Де Ниро
- Брайън Де Палма – американски филмов режисьор
- Джак Керуак – американски писател
- Джулиън Мур – американска актриса
- Юджийн О'Нийл – американски писател драматург
- Едгар Алън По – американски писател
- Тим Робинс – американски актьор
- Лив Тайлър – американска актриса (дъщеря на Стивън Тайлър – вокалист на Aerosmith)
- Ума Търман – американска актриса
- Филип Сеймур Хофман – американски актьор